# Олексійчук Микола Андрійович
Олексійч́ук Мико́ла Андрі́йович (нар. 16 квітня 1941, Тарасівка Кам'янець-Подільського району) — засновник та художній керівник академічної хорової капели «Гомін», голова циклової комісії хорових та музично-теоретичних дисциплін, лауреат обласної мистецької премії ім. В. Заремби, Заслужений працівник культури України. Нагороджений дипломами «Найкращий за професією», відзнаками «За відмінну роботу», «За відмінні успіхи в роботі», медаллю «Ветеран праці». Неодноразово був занесений на міську та обласну дошку Пошани.

## Біографія
Микола Андрійович Олексійчук народився 16 квітня 1941 року в мальовничому куточку Подільського краю — селі Тарасівка Кам'янець-Подільського району. Після закінчення середньої школи вступив до Івано-Франківського музичного училища, за фахом диригент хору. Після навчання в училищі вступив і закінчив Львівську державну консерваторію ім. Лисенка — диригентський факультет. Викладачами в Олексійчука М. А. були всесвітньо відомі композитори, диригенти, народні артисти: А. Антків, Анатолій Кос-Анатольський, Євген Козак, Микола Колесса, С. Прокопяк, Станіслав Людкевич.

## Трудова діяльність
З серпня 1962 року розпочав свою трудову біографію в училищі культури (нині коледж культури і мистецтв) — викладачем хорових та музично-теоретичних дисциплін. З 1968 року — він засновник та художній керівник академічної хорової капели «Гомін» (з 1993 року — народна) та голова циклової комісії хорових та музично-теоретичних дисциплін.
Микола Андрійович все своє життя присвятив роботі з хоровими колективами. Водночас із роботою в училищі культури організував хоровий колектив у с. Нігин, з яким брав участь у відкритті районного фестивалю художньої самодіяльності. Допомагав та готував програму з хоровим колективом с. Воробіївка Дунаєвецького району, який був удостоєний звання народного аматорського хору. У 1965–1968 роках організував та був художнім керівником хорової капели у Кам'янець-Подільському сільгоспінституті.
Хорова капела брала участь у республіканському огляді-конкурсі сільгоспінститутів у м. Львові 1967 року, де посіла перше місце серед цих вузів і одержала право виступати на заключному концерті у Москві.
Згодом ентузіаст керував хоровою капелою вчителів м. Кам'янця-Подільського, з якою виступав у багатьох концертах в містах, селах та обласному центрі. Сотні концертів здійснила народна академічна капела «Гомін», у репертуарі якої звучали українські народні пісні, українська та зарубіжна класика. Хорова капела — неодноразовий переможець конкурсів серед училищ культури України, учасник виступу на телевізійному турнірі «Сонячні кларнети» (1981 року). Хоровий диригент М. Олексійчук постійно надавав і надає методичну і практичну допомогу колективам художньої самодіяльності міста, району та області.
Як педагог-методист Микола Олексійчук є автором методичних розробок, навчального посібника для студентів ВНЗ І-ІІІ рівня акредитації «Підготовка до державного екзамену з фахових дисциплін».
Педагог підготував велику плеяду справжніх ентузіастів культури, серед яких — заслужені працівники А. Дудик, М. Бідюк, М. Смагитель.
Понад 60 випускників класу диригування М. Олексійчука закінчили або навчалися в інститутах культури, а 4 із них — у консерваторіях. Це Орищук А., Колодій В., Мартинюк А. (кандидат мистецтвознавства, професор Мелітопольського педуніверситету, керівник хору), Київський А., Бондар О., Столоба Т. — викладачі Кам'янець — Подільського коледжу культури і мистецтв, Лось Л. — викладач Хмельницької педагогічної академії, керівник хору, та інші.
Як викладач-методист, М. Олексійчук постійно надає кваліфікаційні поради та методичні рекомендації молодим викладачам, бере активну участь у складанні та рецензуванні навчальних програм з соціальних дисциплін, які використовуються в училищах культури України.

## Нагороди
Олексійчук М. А. нагороджений багатьма грамотами районного, міського відділів культури, обласного управління культури, неодноразово був занесений на міську та обласну дошку Пошани, нагороджений дипломами «Найкращий за професією», відзнаками «За відмінну роботу», «За відмінні успіхи в роботі», медаллю «Ветеран праці».
Микола Олексійчук — лауреат обласної мистецької премії ім. В. Заремби. Він — Заслужений працівник культури України. Це звання йому присвоєно Указом Президента України 20 березня 2007 року.